# 魔神英雄傳系列角色列表
本列表為日本電視動畫《魔神英雄傳系列》的主要登場角色。

## 魔神英雄傳主要角色

### 戰部渡（）
港譯戰部飛雲，台版舊譯孫達陸，大陆旧译为瓦塔诺。
《魔神英雄傳》至《魔神英雄傳 七魂的龍神丸》的主角、龍神丸的操作者。
實際上是出生於天神界拳龍族，繼承傳說中一千年才會出現一次、作為救世者憑證的「拳龍之勾玉」(拳龍分娩時流下的眼淚變成，亦具有封印神部界地底地獄之門的能力。)、以及拳龍繼承者的名稱「Wadaru」。
在現實世界中，戰部渡只是一個學習成績普通的小學生，但每次運動會，都會被同學視為奪金英雄，家中亦擺放多個獎盃及得獎照片。在同學間人緣極佳，唯獨一位男同學阿俊視他為競爭對手。在得意時習慣不自覺地以手擦拭鼻尖。
某次在經過附近的龍神山時，拾起一串勾玉，後來把它掛在美術課中製作的黏土機械人頸上，無意中產生共鳴，結果被傳送到神部界，成為拯救創界山的救世主。
《魔神英雄傳1》的後段中，在不知彼此身份的情況下和惡魔首領的兒子，稱號「魔界王子」的虎王成為摯友，最後始終要面對身份對立的事實而互相戰鬥，戰後虎王被聖龍妃將其變回本來的面貌，亦即創界山皇子「翔龍子」。
《魔神英雄傳2》中，被遭洗腦成為魔界中人的劍部武一郎多次逼入絕境，還被擄至魔王多雲達面前，得知自己的靈魂正被魔界覬覦，就在不放棄下和新星戰神丸一同解除劍部武一郎的洗腦，並和虎王、海火子作為最終決戰的三人組成員。
《七魂的龍神丸》中，為了尋找散落的龍神丸魂之碎片，而前往未知的無想界山，並在收集完全部碎片後，拯救了被黑闇控制的龍神丸。
戰部渡所使用的裝備，都是由聖龍妃按照他擅長的運動而變成，包括《魔神英雄傳》中的滾軸鞋和《魔神英雄傳2》的飛盤。
常用裝備
- 《魔神英雄傳》

- 登龍劍/鳳龍劍

除了進行劍擊，也是召喚龍神丸、使出必殺登龍劍時的武器，是救世主的劍。
- 龍王之劍

可以召喚神部七龍神的聖劍，原在創界山第七界層上被多惡達封印，後被渡取出並用其斬殺多惡達。
- 魔幻球（台舊譯：彈力球）

從其紅藍二龍所變化的雙龍岩上取得的兩種龍珠合成的彈力球，紅面可以在大堆敵人當中不斷反彈，藍面是無彈性的硬面，能擊破物體，從而擊倒多數敵人。
- 滾軸鞋

平時為戰部渡的鞋子，需要時只要雙腳腳踭互碰，輪子便會從鞋子兩側出現，進行高速移動，再碰一次會恢復原型。
- 《魔神英雄傳2》

- 星龍劍

聖龍妃賜于渡的聖劍，除了進行劍擊，也是召喚龍神丸、使出必殺星龍劍時的武器。
- 光龍劍

被封印在暗黑空間的聖劍，後被渡取出並使龍神丸進化為龍星丸。也是召喚龍星丸、使出必殺光龍劍時的武器。
- 飛盤（台舊譯：搖搖盤攻擊）

續作中作為魔幻球替代品，原本是戰部渡從現實世界中帶來的飛盤，被聖龍妃變為飛雲戰衣上的胸板（因為「魔2」的上衣由藍色背心鎧甲變成藍色布衣），需要時可變成飛盤進行投擲攻擊。
- 假如乜乜飯糰（台舊譯：神奇飯糰）

聖龍妃的禮物，平常裝在藤藍中的三枚飯糰，吃過後可以提升智力、攻擊力及速度，一天之內只能食用一次，以最初吃下的能力為優先。故事中除了被戰部渡等人進食以提升力量外，亦有惡魔首領軍團成員在無意間當作普通飯糰食用，結果弄巧反拙。

### 劍部武一郎(剣部シバラク)
台版舊譯劍部錫巴（中視為甘錫巴）。
ミヤモト村出身，如同曾曾曾祖母一樣，流派為族人相傳之「野牛武一郎流」。慣使雙刀，駕駛名為「戰神丸」的武士風格魔神，亦有向戰部渡傳授劍術。臉龐很大，與河馬極之相似，因此經常被火美子取笑為「河馬」。
性格豪放磊落，但另一方面卻經常輕易墮進敵人簡單而粗疏的陷阱，而陷入困境。由於身為救世主一行人唯一成年人，熟悉劍術而被戰部渡稱為「師傅」，被加瑪稱為「先生」，對他相當信賴。
《魔神英雄傳2》中，在第五星界為保護戰部渡擋住暗黑之箭，遭洗腦成為魔界中人。魔王多雲達便以他「非常熟悉救世主的事情」為由任命為將軍，更曾經利用戰部渡弱點與他戰鬥，以動搖戰部渡的戰意，令他多次陷入困境。最後在戰部渡及新星戰神丸幫助下，解除魔咒，更與黑龍角作最後決戰，繼而將它擊破。星界山被收復後，決定以此為契機再次修練。
《超魔神英雄傳》來到戰部渡所在的世界，將因失去良心而成為不良少年的戰部渡強行帶回神部界再度展開旅程。
《七魂的龍神丸》中，在與多巴茲達對戰後下落不明，之後得知掉落在無想界山的第二界層，並被塚原道場的繼承人劍乃介收留，後在小渡一行人傳送到第二界層時再相遇。

### 忍部火美子(忍部ヒミコ)
台版舊譯喜美（台視與大地頻道為小美），原文直翻為忍部日美子，亦有忍部檜美子之翻譯。
忍部一族第13代頭領，父親是12代頭領幻龍齋、母親不知火，祖父是オジジ。極度天真爛漫，甚至沒有令她害怕的東西，因為樂天的性格，臉上經常掛著笑臉。精通各種忍法，雖然多數只屬半吊子水平，不過仍有著歷代頭領中最大的破壞力。火美子同時是聖モンジャ學園的蒲公英組學生。
《魔神英雄傳2》當中雖然依然保留樂天無畏的性格，不過亦曾在面對成為魔界中人的武一郎面前，挺身而出保護戰部渡。而本作亦曾經出現已成年的少女版火美子（《魔2》第32集）。
《七魂的龍神丸》中，與小渡還有虎王前往無想界山展開全新的冒險。

### 虎王 / 翔龍子
惡魔首領的兒子，稱號「魔界王子」，性格自我，不懂世故，同時亦有孤高性格，討厭卑鄙行為。
在第五界層無意中遇見戰部渡與火美子，並認定火美子為自己新娘。最初與戰部渡惺惺相惜成為朋友，然而最後始終要面對身份對立的事實而互相戰鬥。最終決戰時，虎王駕駛邪虎丸衝向暗黑龍，創界山恢復和平後聖龍妃將其變回本來的面貌，亦即創界山皇子「翔龍子」。
《魔神英雄傳2》中，翔龍子因為察覺戰部渡出現危險，便乘火箭到星界山，更遇見被黑暗武一郎復活的邪虎丸。在邪虎丸出於本能為翔龍子抵擋敵方魔神時，兩者產生其嗚，翔龍子變回虎王，操縱新星邪虎丸加入戰部渡一行人。最終決戰時，與戰部渡、海火子，合力對抗再次復活的惡魔首領。
《超魔神英雄傳》中，因為受魔力影響，翔龍子三度變回虎王，更被洗腦成為第四界層冰雪女王的兒子。聖龍妃死亡後，首次為親母痛哭，最後與翔龍子一分為二，共同保護創界山。
《七魂的龍神丸》中，回復魔神英雄傳的設定並取消超魔神英雄傳的設定，因此翔龍子與虎王並未分離，並且這次以虎王的樣貌與戰部渡、火美子前往無想界山展開全新冒險。
常用裝備
- 《魔神英雄傳》

- 邪鬼玉

虎王擁有的小型圓球，實際上可以變成迷你的獅子型、鳥型及人型機械獸（由於球型變身的概念相近，二十多年後的爆丸，更曾推出名為「流星ロボ」的限定版玩具，將邪鬼球進行曲線復刻）。曾經以特別版模型推出。

### 渡部加瑪(渡部クラマ)
台版舊譯：渡部庫拉莫。
空神丸、空王丸的操縱者。由於居住的小村被魔界力影響，連同加瑪在內、全部村民變成鳥型，不得已成為惡魔首領的間謀，因而連性格亦一度受扭曲。不過在接近戰部渡等人後，逐漸受他們重視友情的態度，有所改變，最後更成為救世主一行成員。
性格表面上經常冷嘲熱諷，實際上亦有對同伴照料周到的一面。加瑪本身是一位美男子，但一般而言，同伴間更懷念鳥型，認為比他本來的樣子更帥。「真魔神英雄傳」中，本著拯救戰部渡的願望，加瑪再次變回鳥型。
《魔神英雄傳2》中，本來與幻龍齋一樣，較戰部渡更早出發，然而中途兩人火箭爆炸，幻王丸與空王丸被毀，不過加瑪最後仍能到達星界山，後來於第四星界與戰部渡等人合流。以人型姿態出現的加瑪，受到Dr・莫羅Q的機械蚊子叮中，再次變回鳥型。故事中為著刺探多雲達情報，多半單獨行動。海火子加入後，雖然兩人經常爭吵，實際上彼此為性格相近的最佳組合。另外，由於戀人尤莉亞昔日為保護加瑪，受波及而死（《魔2》第34集），痛苦的過去，造就現在老練有智慧的加瑪。
《超魔神英雄傳》中未有出場，僅有戰部渡回憶片段出現過一幅定格圖（《超魔》第15集）。

### 海火子
台版舊譯：卡比西
《魔神英雄傳2》及《七魂的龍神丸》的男主角、夏鬼丸操縱者，第四星界モリト村出生。
從星界山趕來，追趕戰部渡等人的紅髮褐膚少年。為了得到星龍劍拯救關進封印球的父親，多次與戰部渡賭氣決鬥。
曾經受到父親嚴厲而粗魯的培育，但本質相當和善純良，是與戰部渡、虎王作為最終決戰的三人組成員之一。
好不容易才救出被關進封印球的父親，但父親是多壞達的手下而被迫和其對抗，結果因失敗而讓父親召喚暗黑龍，夏鬼丸還一度被奪走，更間接導致戰部渡被遭洗腦成為魔界中人的劍部武一郎擄走。
大戰結束後才揭開星界山王子的身份。
《超魔神英雄傳》中未出場。
《七魂的龍神丸》時為了幫助渡而向聖龍妃請求前往無想界山，但意外地掉落在第五界層鐵皮魔城的森林受困，因當時被伊姿公主及她的戀人守護騎士歐里斯坎搭救，之後海火子為了報答兩人恩情，而參加比賽幫助兩人成就姻緣，之後在渡到達之後歷經一番波折才與他們成功會合並一起打倒幽靈魔神，隨後與他們一同前往下個世界尋找龍神丸的碎片。

## 魔神英雄傳相關角色
忍部幻龍齋（忍部幻龍斎）
忍部一族12代頭領，猴年出生，火美子父親、幻神丸實際操作者。
《魔神英雄傳》發生前五年，隻身討伐惡魔首領多惡達失敗，更被魔界力影響變成猴子。手持忍部一族世代相傳的半枚星形吊飾，與女兒火美子擁有的另一半組合，便可召喚幻神丸。創界山被收復後，魔力解除，幻龍齋才再次重現人形本貌。
特技是以摺紙使用忍術，愛好草糰子。小說版中記載，忍部オジジ為其養父。
《魔神英雄傳2》中原本與加瑪乘搭火箭前往星界山，結果火箭爆炸，幻王丸被毀而無法成行。因而只在回憶片段及最終回出場。「超魔」未有出場。
《七魂的龍神丸》中，只出現放置在幻神丸前座的其曾經變化的猴子造型玩偶的畫面，而他本人並未登場。
另外，OVA《真魔神英雄傳》中，為修理幻王丸前往魔神山的幻龍齋，受前來襲擊的金角大王、銀角大王魔力影響變成小狗。
聖龍妃
統治創界山的女王，翔龍子/虎王的母親，本身也是創界山七聖神中的「黃金之龍」。曾在暗黑龍的體內救出戰部渡。
「魔2」中向戰部渡傳授新道具。
「超魔神英雄傳」中為了封印暗黑達用盡力量，最後向戰部渡傳授第七界層的勾玉，同時令虎王及翔龍子一分為二之後力盡而亡。
「七魂的龍神丸」中回復魔神英雄傳並取消超魔神英雄傳設定，並未過世，告知戰部渡關於無想界山之事，並且使用聖力將王者之劍變化成七魂之劍。
忍部爺爺/妖部婆婆.忍部老爹 妖部大媽(オジジ  オババ)
モンジャ村に住んでいる老人たち。ドアクダー討伐へと旅立った幻龍斎から幼いヒミコを託されて育てていた。
過酷な旅を続けるワタルたちの身の安全をいつも遠くモンジャ村から見守っている。
住在蒙古村(摩沙村)的老人們。從開始討伐門的幻龍齋託付年幼的himiko(希米科)培育著。
一直守護著持續艱辛旅程的瓦塔爾(渡)他們的安全，一直遠離摩沙村。
前人(ＥＸマン)
柴田 由美子(柴田由美子)
吉田 古奈美(吉田古奈美)
戦部タケオ(戰部武雄)戰部小武
アキ子(亞希子)亞紀子.秋子

### 魔界軍團
創界山各界層分佈
第一層
クルージング・トムが(破壞湯姆)海盜湯姆
サンダーブルー. (藍閃電)雷霆青色
ジョンタンクーガー(約翰坦克車)約翰坦庫格
シュワルビネガー(施瓦內格)施瓦爾比內格
第二層
デス・ゴッド(死神)死神.
ゼロニモ(傑洛里蒙)零尼莫
ドン・ギララ(唐吉拉拉)東基拉伯爵
DR.サッカー・サマー (反轉博士)足球夏季博士
第三層
ソイヤ・ソイヤ ()討厭・討厭.索耶索耶
ケン・サーク (劍豪・佐久劍)肯薩克.
マリアンネット()瑪麗安網
アブドラ・ザ・馬之助(馬之介)()阿布杜拉・馬之助
タッチー・ダウン()觸摸下降.
- 多惡達（ドアクダー，台版舊譯：多庫塔）

配音：飯塚昭三（日本）；姜泽文（1）、方树桥（2）（中國大陸）
佔領創界山的魔界首領，最後被戰部渡擊敗。
- 多壞達 （ドワルダー，台版舊譯：多路塔）

配音：绪方贤一（日本）；刘喜瑞（中國大陸）；周鸞（香港）
在《魔神英雄傳2》登場，表面上以多惡達弟弟多壞達的身份入侵星界山，實際上卻是多惡達軀體復活前掩人耳目的偽裝。最後被戰部渡、虎王、海火子三人合力擊敗。

## 超魔神英雄傳登場人物

### 神部界
- 圣树 

配音：伊藤健太郎（日本）；賀世芳（台視與大地頻道）/林美秀（衛視中文台）（台灣）；鄺樹培（香港）；齐昕欣（中國大陸）
本來是翔龍子的木偶玩具。暗黑達入侵創界山時，臨危之際受虎王所託前去守護渡。在與渡一行人的旅程相處下逐漸擁有善心而成為真正的人。最終與多爾克成為一對並與她的家族一起旅行。

### 心星人
- 麻雀 

配音：宮村優子（日本）；林元春（香港）
身高﹕153cm，體重﹕不明
流浪的少女賞金獵人。最初為了制伏渡領取賞金而跟隨渡一行人，卻逐漸成為渡一行人的同伴。因兒時就離開父母的緣故，雖然外表倔強不承認但其實內心非常渴望親情並希望能再度見到自己的親生父母。後來逐漸了解自己的身世，自己本來是從外星來訪創界山的心星人之一員，恰巧當時因暗黑達入侵創界山而被母親送出去逃離魔界魔掌之外。在最後的決戰中，與眾人一起在暗黑達體內找回渡的善心助其擊敗暗黑達。戰後與雙親及族人搭乘太空船離開創界山回去心星。

### 一萬年前的救世主
- 炎部渡（炎部ワタル）

配音：田中真弓（日本）；林丹鳳（香港）
一萬年前救世主，同樣可召喚龍神丸（外型與戰部渡所用的不同）。劇情後期炎部渡恢復創界山和平後,照約定將劍放置第七界層讓戰部渡發現。
在PS遊戲[Another Step]中活躍,透過創界山地底[魔神鍛冶]後,拿到[天翔登龍劍][虎之盾][虹之心]後招喚出其後繼機[天翔龍神丸]，*天翔龍神丸-為創界山在創世初期所出現的傳說魔神。
- 龍神丸（龍神丸，台版及港版魔1、魔2：龍神號）

配音：玄田哲章（日本）；孫誠（衛視中文台）（台灣）；林國雄（1、2）、林保全 (1 -- 中期代配)、陳卓智（超）（香港）；韩力（1、2）／齐昕欣（超）（中國大陸）
- 铃姬 （台版譯：麻雀）

配音：宫村优子（日本）；鄭仁君（台視與大地頻道）（台灣）；林元春（香港）

### 多納卡米家族與魔王
- 多多 

配音：爱河里花子（日本）；鄭仁君（台視與大地頻道），馮嘉德（衛視中文台）（台灣）；刘海霞（中國大陸）；雷碧娜（香港）
年齡﹕不明(比戰部渡稍小)，身高﹕130cm，體重﹕29kg
怒嗚神大王四子，經常戴著從父親手中得到的太陽眼鏡。性格粗暴好勝，我行我素。與兩位哥哥關係冷淡，特別嫌棄多郎表現女性化的舉動。最初因為失去善心，不斷阻撓戰部渡等人。後來與虎王不斷接觸，兩人逐漸建立友誼後逐漸重拾隱藏心底中對父親的敬愛之心，進而回復善心。戰後與家人一起展開旅程。
- 多路古/多爾克 （ドルク）

配音：横山智佐（日本）；盧敘榮（台視與大地頻道），林美秀（衛視中文台）（台灣）；刘莉（中國大陸）；梁偉德（幪面時）/梁少霞（香港）
身高﹕162cm，體重﹕45kg
怒嗚神大王三子/長女，四兄弟當中有著相當實力的武士，即使面對家人，仍無意展現內心想法。由於經常戴著帽子及蒙面，總被認為是男性，實際上面具下是一位非常美麗的少女。
多路古小時候是受到母親寵愛的普通少女，不過為了在魔界生存下去，被父親強逼到魔界盡頭修練劍術，令她萌生出放棄女性身份、以斬斷過去的念頭。不過在與聖樹邂逅之後，逐漸最後取回本心，甚至試圖說服家人放棄侵略神部界。結局與聖樹成為一對並與家人一起展開旅程。
- 多蘭/多郎 （ドラン）

配音：林延年（日本）；黃天佑（衛視中文台）（台灣）；齐昕欣（中國大陸）；馮錦堂（香港）
身高﹕186cm，體重﹕64kg
怒嗚神大王二子，打扮類似人妖，疑似對戰部渡有所好感，常會用很嘔心的語氣叫他的名字，愛好奢華的高個子，難以想像過去曾是一位胖子。冷酷無情，有著為求取勝，即使犧牲家人亦在所不惜的野心家本性。最終在恢復善心的父親驅逐出體內的邪靈後取回善心，戰後與家人一起展開旅程。
- 多加羅（ドガロ）

怒嗚神大王長子，參與對魔界的遠征。有著連父親也害怕的臉容。僅在設定提及，未有出場。
- 怒鸣神大王/多拉卡米大王（ドナルカミ大王）

配音：挂川裕彦（日本）；滕奎兴（中國大陸）；陳曙光（香港）
怒嗚神大王，本為神部界的神祇，受到暗黑達的蠱惑失去善心，進而發起動亂而被流放至魔界。被渡擊敗後，在多多的勸說之下取回善心。戰後為了尋找可以平靜生活的地方，帶著家人一起展開旅程。
- 怒鸣神女王/多拉卡米女王 （ドナルカミ女王）

配音：伊仓一惠（日本）；賀世芳（台視與大地頻道）（台灣）；徐琳（中國大陸）；黃鳳英（香港）
怒嗚神大王的妻子，性格沉穩冷靜。原本與丈夫同樣也是神部界的神祇，之後隨同其一起被流放至魔界。為了在魔界生存放棄了自己的親情與善心。後來在多爾克的影響下喚醒了內心深處的親情而取回善心。戰後與家人一起展開旅程。
- 暗黑达（アンコクダー）

配音：菅原正志（日本）；张文渔（中國大陸）；招世亮（香港）
魔界的終極首領，侵略創界山並不斷奪取眾人的善心強大自己的力量。最終被渡與勇者龍神丸誅殺。

## 魔神創造傳主要角色

### 小渡的隊伍

#### 星部渡（）
（CV：田村睦心）（ （台灣配音） ／ （香港配音） ／（大陸配音） ）
《魔神創造傳》的主角，龍神丸、神龍王丸的操縱者。
是個目標成為超級明星的小學4年級生，亦同時是個在Ryutube上進行直播的直播主（Ryutuber），另外有著「立刻就能嗨（秒でノる）」的有趣性格。
口頭禪是「立刻禁止（秒でBANだぜ！）」。

#### 御富良院（）
（CV：小西克幸）（ （台灣配音） ／ （香港配音） ／（大陸配音） ）
魔神創造傳的主要角色之一，風神丸的操縱者，18歲。
常用口頭禪：「鄙人」。
雖然長得一副像河馬的大臉，但是名使用野牛御富良院流的劍豪。
與其高超的劍術相反，完全不懂網路相關事物。
一直等待著救世主渡的到來，能帶來宙部界的和平。
第19話經由神7訴說自己誕生的由來後才得知自己是熱良院的善良之心，並在第20話因御羅院的關係才終於想起身為熱良院時的一切記憶。
第23話時為了阻止炎上達的野心而犧牲，在犧牲之前曾藉助鈿女拍攝留給小渡跟小驅的影片，但在最終話因瑪蘿將御富良院與御羅院的碎片合在一起而復活。

#### 瑪蘿（）
（CV：梅澤惠）（ （台灣配音） ／ （香港配音） ／（大陸配音） ）
魔神創造傳的主要角色之一。
有點天然呆的天真爛漫Vtuber。
本身在Ryutube上有著100萬訂閱人數的超高人氣頻道。
根據其述說她跟龍神熟識，甚至龍神透過她的帶領才找到小渡的所在處。
第18話得知其真實身份為掌管宙部界的「神7」之一的天照，也是月讀跟須佐之男（麥格）的姐姐。
第21話時遭到炎上達挾持操控，並幫其開啟通往人類世界的通道。
最終話因為小渡跟小驅製造的歡樂而脫離炎上達的操控，並與神龍王丸解決掉炎上太陽的問題。

#### 龍龍（）
（CV：釘宮理惠）（ （台灣配音） ／ （香港配音） ／（大陸配音） ）
魔神創造傳的主要角色之一。
龍神的使者，並在小渡等人的冒險中作為支援的向導。
有時還會充當龍神的代理人，如替身般的存在。
看似可愛的外表，會從口中噴射出強力的火炎。

#### 鈿女（）
（CV：種崎敦美）（ （台灣配音） ／ （香港配音） ／（大陸配音） ）
與瑪蘿在一起的銀喉長尾山雀。
眼睛能變化成攝影機，並進行「瑪蘿頻道」的拍攝。
當瑪蘿對牠撫摸三次時，能變身成電鍋外型的「鈿女丸」。

##### 鈿女丸（）
鈿女變身後的樣貌。
其外觀如同傳統的電鍋，能透過吸收方塊，並如同煮飯般創造出方便實用的輔助道具。
| 鈿女丸創造的道具 | 鈿女丸創造的道具         |
| ---------------- | ------------------------ |
| 3                | 無線耳罩式耳機           |
| 4                | 麒麟丸的圓環武器「輝輪」 |
| 5                | 行動音響                 |
| 6                | 御富良院的怪異貼圖       |
| 11               | 阻擋重號丸的廢鐵         |
| 15               | 大量的風神丸             |
| 16               | 風神丸改的武器「颶風刃」 |

### 小驅的隊伍

#### 天部驅（）
（CV：種崎敦美）（ （台灣配音） ／ （香港配音） ／（大陸配音） ）
魔神創造傳的主要角色之一，麒麟丸、皇龍丸、神龍王丸的操縱者。
為小渡的親戚，住在小渡家附近。
與小渡組成直播搭檔，並在Ryutube上進行直播。
另外也是瑪蘿的大粉絲。
口頭禪是「這就是！人情道義！（これぞ！義理人情！）」。
來到宙部界之時，與小渡分別掉落在不同地方，後得知遭到不明人士抓至炎上達的根據地囚禁，但隨後成功脫逃。
在被炎上達的手下追擊時，承蒙翔與麥格搭救，所以為了償還恩情，與兩人一起取得七彩方塊。
一度懷疑御富良院是將他抓至炎上達根據地囚禁的人，直到在妖怪村時被老婆婆幽靈嚇到記憶驚醒，認定御富良院就是那個人，但在經歷Mr.騙徒的事件後，對御富良院的誤會解除，反而意外發現翔與麥格兩人對他說謊。
雖然知道翔與麥格兩人是炎上達手下，但還是一直希望與兩人繼續當朋友，所以在面對兩人時大多都猶豫不決。

#### 翔（）
（CV：市川蒼）（ （台灣配音） ／ （香港配音） ／（大陸配音） ）
為小驅來到宙部界後所認識的新夥伴。
使了一手溜溜球，並經常展現其溜溜球技術。
習慣在語尾上加「SHOU（ショ〜ウ！）」。
實際上與麥格兩人同樣為炎上達的手下，兩人接近小驅的目的在於利用他來收集七彩方塊。
後在小驅與小渡對戰時，為了不再讓一直把他們當朋友的小驅左右為難，而與麥格一起揭露為炎上達手下的身份。
與麥格兩人在御羅院的三溫暖懲罰下實力再次強化。
御羅院的再次懲罰由於損壞非常嚴重，碎片駕駛艙，導致失去了左手。因此失去的左手分解成方塊，向小渡揭示了宙部界的人類本身就是方塊人類的真相。
第21話得知最初因為被御羅院抓到時，是當時的麥格力保了他，所以兩人才成為炎上達手下，最後為了保護小驅被炎上達擊消滅犧牲並解成方塊。
最終話因宙部界的復甦而復活。

#### 麥格（）
（CV：土岐隼一）（ （台灣配音） ／ （香港配音） ／（大陸配音） ）
翔的夥伴，同為小驅來到宙部界後所認識的新夥伴。
個性與態度上與翔一樣輕浮。
口頭禪是「OH MY GOD（オーマイガーオ！）」。
實際上與翔兩人同樣為炎上達的手下，兩人接近小驅的目的在於利用他來收集七彩方塊。
後在小驅與小渡對戰時，為了不再讓一直把他們當朋友的小驅左右為難，而與翔一起揭露為炎上達手下的身份。
與翔兩人在御羅院的三溫暖懲罰下實力再次強化。
第21話得知其真實身份為掌管宙部界的「神7」之一的須佐之男，也是瑪蘿的弟弟。

## 魔神創造傳相關角色

### 神7

#### 龍神（）
（CV：杉田智和）（ （台灣配音） ／ （香港配音） ／（大陸配音） ）
傳聞說其為宙部界諸神中最強大的存在。
祂將「救世主」小渡帶至宙部界，並為了對抗炎上達，甚至將自身的魂之力幫助小渡創造出龍神丸。

#### 鳳凰（）
（CV：塙英子）（ （台灣配音） ／ （香港配音） ／（大陸配音） ）
掌管宙部界的「神7」之一的神明。
外貌是色彩鮮豔的鳳凰，被瑪蘿暱稱為「小鳳（ほうちゃん）」。

#### 白虎（）
（CV：龜山雄慈）（ （台灣配音） ／ （香港配音） ／（大陸配音） ）
掌管宙部界的「神7」之一的神明。
外貌是擁有大牙的老虎，被瑪蘿暱稱為「阿虎（びゃっきー）」。

#### 玄武（）
（CV：中野泰佑）（ （台灣配音） ／ （香港配音） ／（大陸配音） ）
掌管宙部界的「神7」之一的神明。
外貌是有兩頭蛇的烏龜，被瑪蘿暱稱為「龜吉（かめきち）」。

#### 月讀（）
（CV：阪口大助）（ （台灣配音） ／ （香港配音） ／（大陸配音） ）
掌管宙部界的「神7」之一的神明，也是瑪蘿的弟弟。
看似沈著冷靜的他，但對天真的瑪蘿敬愛並尊稱為姊姊，被瑪蘿暱稱為「小月（ツックー）」。

#### 須佐之男（）
（CV：土岐隼一）（ （台灣配音） ／ （香港配音） ／（大陸配音） ）
掌管宙部界的「神7」之一的神明，同樣也是瑪蘿的弟弟。
因在外被御羅院抓走後，被洗腦失去記憶而變成後來的麥格，被瑪蘿暱稱為「小須（スッサー）」。

### 其他角色

#### 天部勝仁（）
（CV：利根健太朗）（ （台灣配音） ／ （香港配音） ／（大陸配音） ）
小渡與小驅的爺爺。
因為小驅與其生活的關係，所以各方面很像他。
第23話時向小渡與小驅表示因透過瑪蘿的頻道而得知兩人在宙部界的歷程，同時也告知因瑪蘿被炎上達控制的關係導致小渡等人面臨各種炎上。

#### 紅紅（）
（CV：Lynn）（ （台灣配音） ／ （香港配音） ／（大陸配音） ）
鳳凰的前任使者，也是龍龍在神明幼稚園的同學。
總是做點錯事就道歉，但因為長得可愛，大家很快原諒牠。
第18話得知再次回到鳳凰身邊擔任使者。

#### 白白（）
（CV：德留慎乃佑）（ （台灣配音） ／ （香港配音） ／（大陸配音） ）
白虎的使者。
負責向小渡一行人介紹居住在宙部大神社內的神7。

#### 玄玄（）
（CV：平田真菜）（ （台灣配音） ／ （香港配音） ／（大陸配音） ）
玄武的使者。
龍龍、紅紅跟白白在幼稚園的同學。

#### 八百萬神（）
（CV：世界（EXILE/FANTASTICS）、中野泰佑、龜山雄慈）（ （台灣配音） ／ （香港配音） ／（大陸配音） ）
寄宿在人類世界各種物品上的神明。
因為人類世界相信它們存在越來越少，所以在神7的幫助下，住進他們所創造的宙部界。
第21話時為了阻止炎上達而挺身出來作戰，但八百萬神全體卻被炎上達一口氣消滅。
最終話因宙部界的復甦而全體復活。

#### 熱良院（）
（CV：小西克幸）（ （台灣配音） ／ （香港配音） ／（大陸配音） ）
為神7創造出來負責服侍他們的方塊人類。
因對有能力使用方塊創造一切的神7產生出邪惡之心，而成為嬰兒炎上達的目標。
在嬰兒炎上達的能力下一分為二，善良之心化為御富良院，而邪惡之心化為御羅院。

#### 繼音雪（）
（CV：高垣彩陽）（ （台灣配音） ／ （香港配音） ／（大陸配音） ）
被派遣來做為管理「不全部猜對就回不去7」系統的工讀生。
並在小渡等人猜題時作為發表排名的主持人。

### 反派相關

#### 炎上達（）
（CV：速水獎（本體）、阪口大助（嬰兒炎上達）（ （台灣配音） ／ （香港配音） ／（大陸配音） ）
造成宙部界各種禍害的壞人首領。
幕後操縱著眾多手下，在宙部界內為非作歹。
而其真面目依舊是個謎，在神7述說關於御富良院跟御羅院之間的關係時，才得知炎上達是由宙部界人們的負面情感所誕生的。
之後更得知它一直隱藏在御羅院體內，在御羅院被打敗後才正式露面。
第23話得知真正目的在於利用炎上的力量把炎上彈轉變成炎上太陽，然後投放至宇宙，將宇宙轉化為炎上宇宙，而它借此成為炎上宇宙的創世神。
最終話被小渡與小驅以神龍王丸打倒，淨化回嬰兒炎上達的模樣，並改名為爆紅達。

#### 御羅院（）
（CV：小西克幸）（ （台灣配音） ／ （香港配音） ／（大陸配音） ）
炎上達方擁有強大力量之人。
也是當初小驅來到宙部界將他抓至炎上達根據地囚禁的人。
習慣動作及說口頭禪：「Olé!」。
但不知為何他與御富良院長得極為相似。
實際上為熱良院的邪惡之心，最後遭到炎上達吞噬。

#### 炎上達的手下

##### 爺頻道（）
（CV：千葉繁）（ （台灣配音） ／ （香港配音） ／（大陸配音） ）
小渡來到宙部界所面對的第一個敵人。
在搶佔了朦朧之島，改名成請訂閱頻道之島，並將島上的島民綁來為自己訂閱頻道。

##### 完蛋師傅（）
（CV：福山潤）（ （台灣配音） ／ （香港配音） ／（大陸配音） ）
以各種惡作劇行為造成他人困擾的青年。

##### 增行暴露宇（）
（CV：村瀨步）（ （台灣配音） ／ （香港配音） ／（大陸配音） ）
休息周刊的記者。
喜歡無事生非地爆料別人的秘密。

##### 整人王（）
（CV：齋藤志郎）（ （台灣配音） ／ （香港配音） ／（大陸配音） ）
舉著書寫「整人大成功」牌子的怪傢伙。
到處設置整人陷阱導致居民掉入陷阱。

##### 厚目肉（）
（CV：東地宏樹）（ （台灣配音） ／ （香港配音） ／（大陸配音） ）
以炎上達的代理人出席炎上達有限公司員工大會的大叔歌姬。
雖然外貌如大叔，但唱歌時聲音卻反差地可愛。

##### Blockin（）
炎上達的手下雜兵，外表如方塊並有著各種顏色的機器人。
在炎上達底下進行各種勞累事務，但有時也會吐槽所從事的黑心工作。

##### 沙拜・巴魯（）
（CV：安元洋貴）（ （台灣配音） ／ （香港配音） ／（大陸配音） ）
就職於某企業的企業戰士。
在竹林與小驅等人相遇後，就帶著他們在竹林進行求生教學。

##### 占部靈子（）
（CV：小林優）（ （台灣配音） ／ （香港配音） ／（大陸配音） ）
以騷靈現象戲弄小渡等人的裝鬼弄神者。
搶佔妖怪村，並將其改造成鬧鬼的地區，之後更藉此嚇呼小渡等人。

##### 奇里和努奇兄弟（）
（CV：加瀨康之（奇里））（ （台灣配音） ／ （香港配音） ／（大陸配音） ）
擅長剪輯短影製作動畫的兄弟檔。
兩人藉由惡劣的剪輯手法製作出陷害御富良院是炎上達手下的動畫。

##### Mr.騙徒（）
（CV：關俊彥）（ （台灣配音） ／ （香港配音） ／（大陸配音） ）
能識破他人謊言的騙子分析師。
其所寫的「識破謊言的100種方法」在宙部界已是暢銷書籍。

##### 紅企鵝講師（）
（CV：檜山修之）（ （台灣配音） ／ （香港配音） ／（大陸配音） ）
會唱歌的企鵝，也是名Ryutuber講師。
牠向小渡等人傳授關於Ryutube的拍攝技巧及如何成為高人氣者等各種秘訣。

##### 模仿子（）
（CV：水樹奈奈）（ （台灣配音） ／ （香港配音） ／（大陸配音） ）
宙部界第一的模仿化妝高手，其超絕化妝術不管是誰都能偽裝的。
被命令偽裝成瑪蘿，接近小渡等人身邊奪取鈿女。

##### 肌肉微笑健兒（）
（CV：關智一）（ （台灣配音） ／ （香港配音） ／（大陸配音） ）
健身達人。
為了想變強的御富良院指導肌肉訓練，並教其肌肉微笑體操。